# Chettithangal
Chettithangal es una ciudad censal situada en el distrito de Vellore en el estado de Tamil Nadu (India). Su población es de 7780 habitantes (2011). Se encuentra a 24 km de Vellore y a 47 km de Kanchipuram.

## Demografía
Según el censo de 2011 la población de Chettithangal era de 7780 habitantes, de los cuales 3882 eran hombres y 3898 eran mujeres. Chettithangal tiene una tasa media de alfabetización del 82,41%, superior a la media estatal del 80,09%: la alfabetización masculina es del 89,84%, y la alfabetización femenina del 75,10%.